# VisualPolitik
VisualPolitik ist ein in mehreren Sprachen aktiver YouTube-Kanal, welcher sich vorwiegend mit internationaler Politik beschäftigt, obwohl manche Videos auch aktuelle wirtschaftliche Angelegenheiten oder zeitgenössische Themen behandeln.

## Geschichte

### Gründung in Spanien 2016
Der spanischsprachige Originalkanal wurde 2016 von den drei Spaniern Enrique Fonseca, Alberto Rodríguez Fernández-Castaño und Enrique Couto Bueno gegründet, die sich während eines politikwissenschaftlichen Sommerkurses kennenlernten.  Zu dritt unterhielten sie sich via Skype über Politik, was sie auf die Idee brachte, aus ihren Unterhaltungen über Politik einen YouTube-Kanal zu erstellen.
Die Gründer rechnen sich selbst dem Wirtschaftsliberalismus zu. Sie waren gelegentlich Referenten bei Seminaren über Politik und Wirtschaft an der Universidad Francisco Marroquín, einer libertären Einrichtung, in Zusammenarbeit mit dem Instituto Juan de Mariana, einer wirtschaftsliberalen Denkfabrik.

### Start des englischsprachigen Formats 2017
2017 wurde eine englische Version des Kanals erstellt. Die Videos von VisualPolitik folgen dabei einem vorab festgelegten Skript und haben eine standardisierte Struktur. Die Videos bilden eine Art Minidokumentation, in der ein Thema eingeführt, präsentiert und abgeschlossen wird.

### Teilnahme Münchner Sicherheitskonferenz 2020
Im Februar 2020 nahm Mitbegründer Enrique Fonseca gemeinsam mit Leeroy Matata und Ana Kasparian an der Münchner Sicherheitskonferenz teil. Dabei waren sie zusammen mit anderen YouTubern als Teil der Initiative YourMSC in München, um Interviews zu führen und die Veranstaltung zu dokumentieren. Im Februar 2020 wurde ein deutschsprachiger Ableger von VisualPolitik geschaffen.

## Deutschsprachige Version
2018 trat der deutsche Informatiker Mark Reicher dem Team von VisualPolitik bei, um die Schaffung eines deutschsprachigen Kanals vorzubereiten. Im Februar 2020 ging die deutschsprachige Version von VisualPolitik auf YouTube online und im März 2020 wurde das erste deutschsprachige Video veröffentlicht. Mark Reicher moderierte die Videos des Kanals VisualPolitik DE. Anfang November 2022 hatte der Kanal 300.000 Abonnenten.
Am 4. Juli 2024 gab der Kanal personelle Veränderungen bekannt, welche die Moderation betrafen, wobei in diesem Video erstmals nicht Mark Reicher, sondern Tom Hansen moderierte. Am darauffolgenden Tag veröffentlichte Reicher auf seinem eigenen Kanal ein Video, in dem er erklärte, dass er selbst nicht informiert worden sei und daher keine genaueren Angaben machen könne. In einem Video auf VisualPolitik am 6. August 2024 war Mark Reicher wieder der Sprecher und erklärte die Missverständnisse der letzten Wochen und die schlechte Kommunikation untereinander und den Zuschauern gegenüber. Ende Oktober 2024 gab Reicher dann die endgültige Trennung von VisualPolitik aufgrund inhaltlicher Differenzen bekannt, wobei er dem Kanal vorwarf, absichtlich oder unabsichtlich zu einem Vehikel für russische Propaganda geworden zu sein, woraufhin er von Anwälten von VisualPolitik eine Aufforderung erhielt, u. a. diese Aussagen zu entfernen.